# Sunds kyrka, Åland

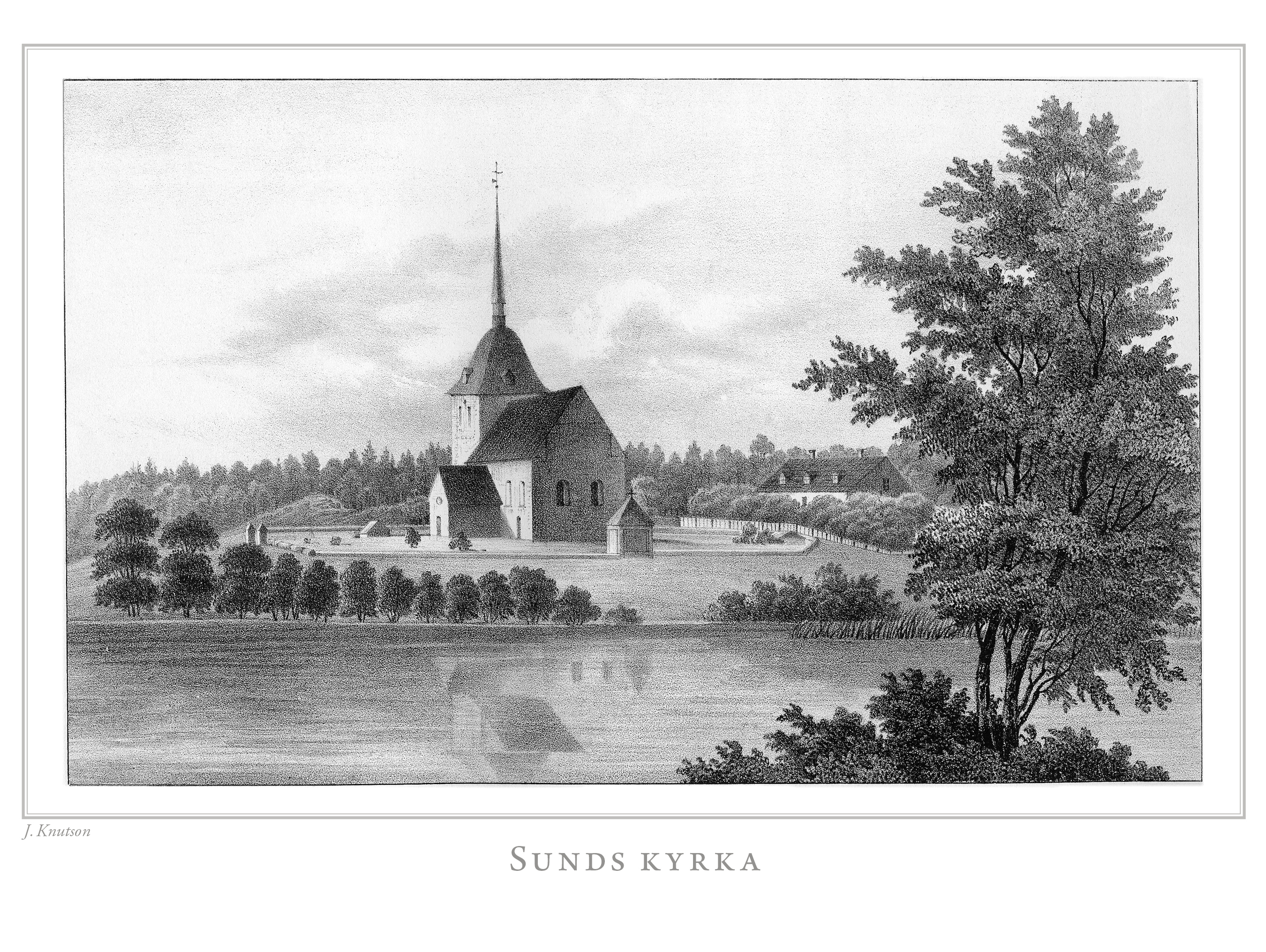
Litografi av Sunds kyrka i Finland framstäldt i teckningar utgiven 1845-1852.

Sunds kyrka i Sunds kommun på Åland är helgad åt Johannes Döparen och är en av fyra kyrkor i Norra Ålands församling. Ursprungligen var den sockenkyrka i Sunds församling. Kyrkan är Ålands största och uppvisar en tydlig gotländsk influens.

## Historia
Sunds kyrka är byggd under senare delen av 1200-talet och är, i likhet med många andra kyrkor på Åland, uppförd i närheten av ett gravfält från järnåldern.
Kyrkan var moderkyrka över Vårdö kapell och Kumlinge kapellförsamling fram till 1400-talet.
Sunds kyrka fick 1672 Ålands första kyrkorgel.

## Kyrkobyggnaden
Sunds kyrka är en tvåskeppig kyrka byggd i lokal röd rapakivigranit. Långhuset uppfördes mellan 1250 och 1275. Under 1300-talets början tillbyggdes sakristian och kyrktornet. Under 1400-talet tillkom vapenhuset vid södra sidan. Inredning och inventarier skadades under den stora ofreden 1713–1721.

## Väggmålningar
Kalkmålningarna är från slutet av 1200-talet och består av inramade isolerade helgonfigurer där Sankta Margareta och Sankta Katarina av Alexandria kan identifieras.

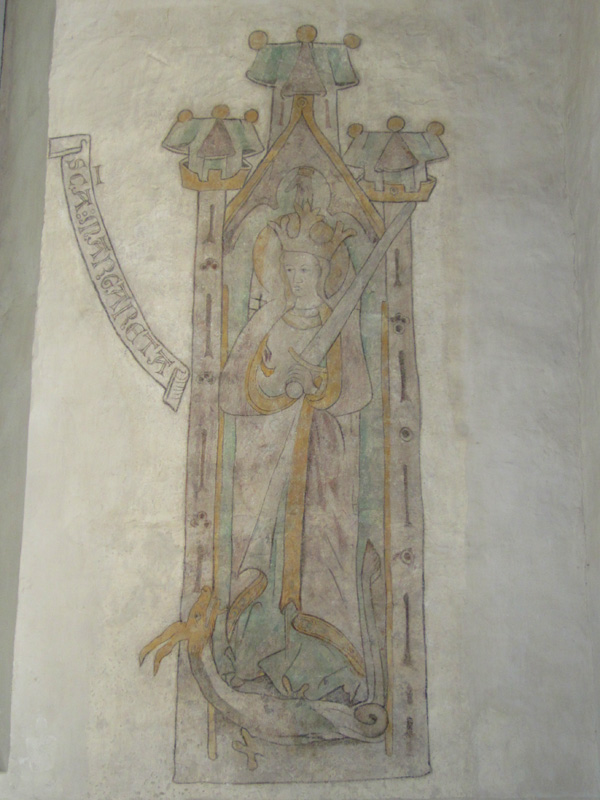
S:ta Margareta
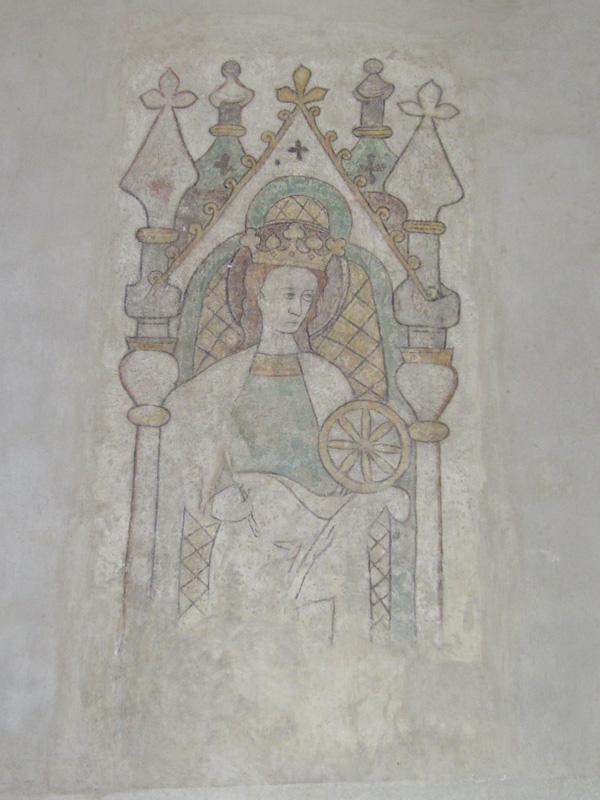
Katarina av Alexandria

## Inventarier
- En altartavla som är ett östbaltiskt träsnideri, mitten av 1400-talet[1]
- Ett triumfkrucifix som är drygt fem meter högt, 1250-tal[1]

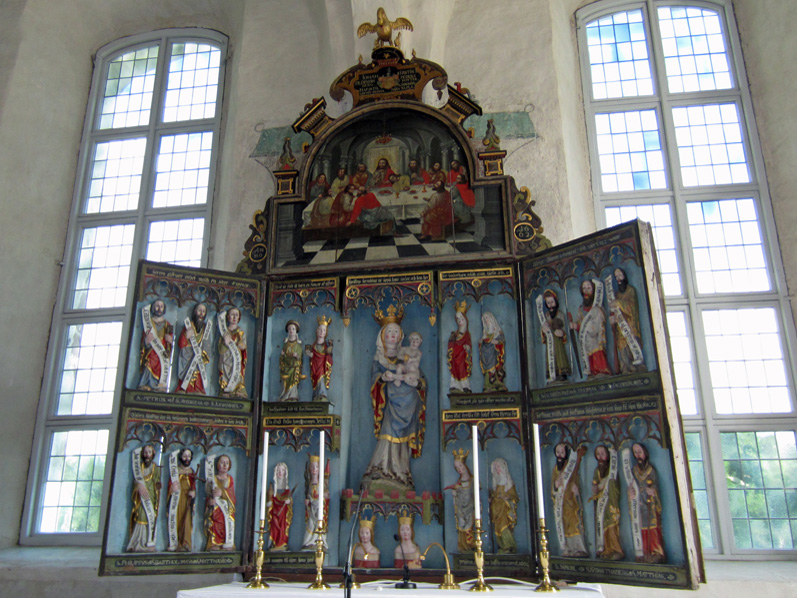
Altartavla

### Orgel
- 1764 fick kyrkan en orgel med 8 stämmor och bihangspedal som tillverkades av musikdirektören Lenning.[3]

| Manual                       | Pedal        |
| Gedackt 8’                   | Bihangspedal |
| Principal 4'                 |              |
| Rörflöjt 4'                  |              |
| Kvinta 3'                    |              |
| Oktava 2'                    |              |
| Decima 1 3/5'                |              |
| Scharf 2 ch                  |              |
| Trumpet 8' (halverad stämma) |              |

- 1860 byggde Anders Thulé en orgel. 1915 byggde Zachariassen till en andra manual och pedal och bytte ut trumpeten mot en gamba. 1937 flyttade man orgeln och läktaren till tornkyrkan. 1973 togs orgeln ur bruk.

| Manual I C-f3  | Manual II C-f3      | Pedal C-d1 |
| Borduna 16’    | Lieblich Gedackt 8' | Subbas 16' |
| Principal 8'   | Salicional 8'       |            |
| Dubbelflöjt 8' | Aeoline 8'          |            |
| Fugara 8'      |                     |            |
| Gamba 8'       |                     |            |
| Octava 4'      |                     |            |
| Flauto 4'      |                     |            |
| Qvinta 3'      |                     |            |
| Octava 2'      |                     |            |

- Orgel med 21 stämmor byggdes av Kangasala orgelfabrik och invigdes 1973.[2][4]

| Huvudverk I C-g3 | Svällverk II C-g3 | Pedal C-f1   |      |
| Principal 8’     | Trägedackt 8'     | Subbas 16'   | I/P  |
| Rörflöjt 8'      | Blockflöjt 4'     | Principal 8' | II/P |
| Oktava 4'        | Principal 2'      | Oktava 4'    | II/I |
| Spetsflöjt 4'    | Waldflöjt 2'      | Mixtur 6 ch  |      |
| Kvinta 2 2/3     | Sifflöjt 1 1/3'   | Basun 16'    |      |
| Oktava 2         | Scharf 3 ch       |              |      |
| Ters 1 3/5'      | Krummhorn 8'      |              |      |
| Mixtur 5 ch      |                   |              |      |
| Trumpet 8'       |                   |              |      |